# Воклюз (департамент)
Воклюз (фр. Vaucluse) — департамент на півдні Франції, один з департаментів регіону Прованс — Альпи — Лазурний Берег. 
Порядковий номер 84. Адміністративний центр — Авіньйон. Населення 499,7 тис. чоловік (50-е місце серед департаментів, дані 1999 р.).

## Географія
Площа території 3 567 км². 
Уздовж західної межі департаменту протікає річка Рона, уздовж південної — Дюранс. 
Департамент включає 3 округи, 24 кантони і 151 комуну.

## Історія
Воклюз був утворений в 1793 р. з областей, що відокремилися від департаментів Буш-дю-Рон, Дром і Нижні Альпи (нині Альпи Верхнього Провансу). Знаходиться на території колишньої провінції Прованс. Назва походить від однойменного села, латинська назва якого звучала як Vallis Clausa («закрита долина»).

## Персоналії
- Жаклін Одрі — французький режисер.